# Los Balbases
Los Balbases är en ort i Spanien.   Den ligger i provinsen Provincia de Burgos och regionen Kastilien och Leon, i den norra delen av landet, 200 km norr om huvudstaden Madrid. Los Balbases ligger 802 meter över havet och antalet invånare är 352.
Terrängen runt Los Balbases är lite kuperad. Runt Los Balbases är det glesbefolkat, med 8 invånare per kvadratkilometer. Närmaste större samhälle är Astudillo, 19,0 km väster om Los Balbases. Trakten runt Los Balbases består till största delen av jordbruksmark.